# Aleksandr Grebënkin
Aleksandr Sergeevič Grebënkin (in russo: Александр Сергеевич Гребёнкин; Myski, 15 luglio 1982) è un cosmonauta russo.
Nel 2018 è stato selezionato come cosmonauta del Gruppo 17 di Roscosmos. Il 4 marzo 2024 è partito per la missione spaziale SpaceX Crew-8 (Expedition 71) a bordo della Stazione spaziale internazionale.